# Geschiedfilosofie

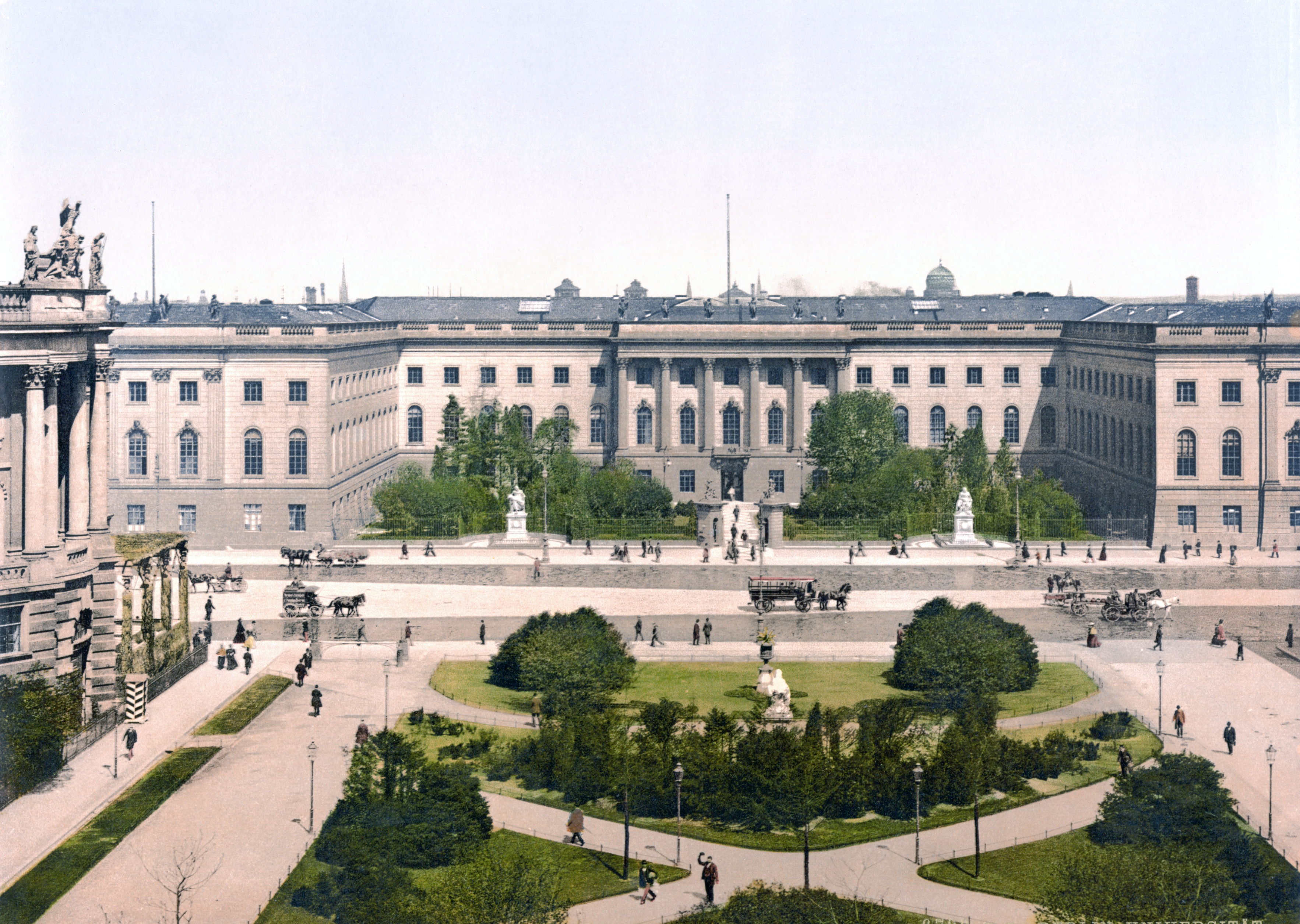
De Universiteit van Berlijn (foto uit 1900), de eerste universiteit die - met Hegel - geschiedfilosofie in haar aanbod opnam.

Geschiedfilosofie, of wijsbegeerte der geschiedenis, is de tak van de filosofie die zich zowel bezighoudt met de betekenis, die mogelijk kan worden toegekend aan de menselijke geschiedenis, als met het analyseren van de praktijk van de geschiedschrijving. De klassieke geschiedfilosofie speculeert bovendien over een mogelijk achterliggend teleologisch principe in de menselijke ontwikkeling. Daarbij stelt men zich de vraag of er een ontwerp is, een doel, een richtinggevend beginsel dat de menselijke geschiedenis beheerst.
Voltaire was de eerste die de term "la philosophie de l'histoire" gebruikte in zijn Essai sur les Mœurs et L'Esprit des Nations.

## Onderscheid met verwante begrippen
Geschiedfilosofie mag niet verward worden met historiografie, die als academische discipline de geschiedschrijving bestudeert en zich bezint over de te gebruiken methodes en werkwijzen. In dat opzicht is ze te beschouwen als onderdeel van de geschiedfilosofie. Evenmin is ze gelijk aan de filosofiegeschiedenis, die de evolutie bestudeert van filosofische ideeën als zodanig.
De grens tussen geschiedfilosofie en historiografie is niet altijd zo scherp te trekken, vooral als we ervan uitgaan dat historiografie wel wat meer is dan alle feiten chronologisch rangschikken, en dat er ook selectie en interpretatie komt bij kijken. Indien we echter historici bezig zien met het interpreteren van geschiedenis binnen het raamwerk van een of ander 'groter plan' - hetzij theologisch, teleologisch of wat dan ook - dan is het redelijk om van geschiedfilosofie te spreken. Een ander typerend kenmerk van de geschiedfilosoof is dat hij op zoek gaat naar 'wetten' waaraan verleden of toekomstige gebeurtenissen zouden moeten beantwoorden. Aan de andere kant houdt een historicus die een objectieve geschiedenis van een regio in kaart brengt zich duidelijk niet bezig met de filosofie van de geschiedenis.

## Twee soorten geschiedfilosofie
De term 'geschiedenis' heeft twee onderscheiden betekenissen:
1. enerzijds verwijst het naar gebeurtenissen die zich in het verleden van de mens feitelijk hebben afgespeeld
2. anderzijds betreft het ook de discipline van de geschiedenis zelf

Dit leidde tot twee soorten geschiedfilosofie:
1. de substantieve of speculatieve geschiedfilosofie
2. de kritische of analytische geschiedfilosofie

Eenvoudig geformuleerd: een geschiedfilosoof kan geschiedenis bestuderen door zijn blik te richten op de maalstroom van gebeurtenissen uit het verleden en daarin trachten patronen te ontdekken, en mogelijk zelfs een bepaalde zin en richting. Of hij richt zich op de praktijk en de theorie van de geschiedschrijving zelf.

### Speculatieve geschiedfilosofie
Geschiedschrijvers uit de oudheid trachtten wat bekend was uit het verleden in zijn totaal te overzien. Door het historisch proces te bestuderen hoopten zij de richting waarin geschiedenis zich bewoog te achterhalen, en mogelijk te voorspellen wat er ging komen. Enkele voorbeelden van speculatieve theorieën zijn:
- de teleologische theorie: het idee van een (goddelijk) plan, waarin de gebeurtenissen - hoe vreselijk ze ook mogen zijn - zin zouden hebben. Beroemd is de mijmering van Augustinus van Hippo (in De Civitate Dei, Over de stad Gods) hoe het kwam dat het heidense Romeinse Rijk zo succesvol was terwijl het in de christelijke tijd in verval geraakte.
- de cyclustheorie: de theorie van de cyclische herhaling van gebeurtenissen. Zo sprak Plato bijvoorbeeld over 'Het Grote Jaar', waarbij na een periode van ca. 10.000 jaar (afhankelijk van de bronnen) Zon, Maan en planeten eerst vernietigd worden, terug verschijnen op de oorspronkelijke positie en de geschiedenis zich vervolgens op dezelfde manier herhaalt.

In het algemeen stelt de speculatieve geschiedfilosoof zich typische vragen als:
1. Wat is het studieobject van deze discipline: het individu? De polis (stad)? Het soeverein territorium? De beschaving of de cultuur? Of de gehele menselijke soort?
2. Zijn er binnen die menselijke geschiedenis ruime patronen te herkennen? Is er bijvoorbeeld sprake van een patroon van vooruitgang? Of cycli? Of zijn er helemaal geen patronen of cycli, en verloopt de menselijke geschiedenis dus willekeurig en verstoken van om het even welke betekenis?
3. Aangenomen dat geschiedenis een doel heeft, wat is dan wel precies dat doel? Gaat het in een positieve of negatieve richting? En wie of wat zit daar dan achter als drijvende kracht?

De speculatieve geschiedfilosofie, de 'klassieke' variant dus, zou tot de opkomst van de natuurwetenschappen in de 16e eeuw de theorievorming rond geschiedenis blijven beheersen. Nog in 1822 begon Georg Hegel aan een reeks lezingen over geschiedfilosofie waarin hij de loop van de geschiedenis beschreef in teleologische zin. Door een dialectisch proces van these, antithese en synthese bereikte de menselijke beschaving een steeds hoger niveau. De geschiedenis is een geleidelijke ontwikkeling van menselijke vrijheid. Niet een god, maar geist, de geest van het volk (dat zich wil verheffen), is hierbij de stuwende kracht van de geschiedenis. 
Varianten van een cyclische opvatting bleven tot in de 20e eeuw populair met auteurs als Oswald Spengler, die in 1918 in zijn pessimistische De ondergang van het Avondland beschavingen vergeleek met de levensloop van een individu: groei, volwassenheid en (onvermijdelijk) verval. Gelijkaardige pogingen tot een betekenisgerichte geschiedschrijving zijn ondernomen door Arnold Toynbee (1889-1975), auteur van een 12-delig werk Study of History.

### Analytische geschiedfilosofie
Analytische (of kritische) geschiedfilosofie is te beschouwen als de epistemologie van de historische kennis. Zij ontstond in de late 19e eeuw en werd voornamelijk bepaald door het paradigma van de natuurwetenschappen. De positivistische traditie navolgend werd getracht om de gebeurtenissen uit het verleden causaal te verklaren, met toepassing van psychologische, sociale en andere 'wetten '. Onder meer Wilhelm Dilthey kwam hiertegen in opstand door te stellen dat geschiedenis, net als alle andere humanistische wetenschappen, behoort tot de zogenaamde geesteswetenschappen, waar andere regels van kracht zijn en niet wordt getracht te verklaren maar te begrijpen (verstehn).
In de 20e eeuw werd dit debat nieuw leven ingeblazen. Filosofen als Carl Gustav Hempel en Morton White werkten met het concept van causaliteit in de geschiedenis, terwijl R. G. Collingwood en William Dray hun aandacht richtten op wat de historische actoren bedoelden, dus de redenen die hen tot actie hadden aangezet. Dit debat staat ook bekend als het dispuut tussen reductionisten en anti-reductionisten, waarbij deze laatsten de mens niet tot wetenschappelijk en causaal verklaarbaar object wilden reduceren.
In de niet-reductionistische traditie hebben historici steeds het narratieve karakter van geschiedenis benadrukt: een historicus moest trachten een zo coherent mogelijk verhaal samen te stellen van hoe het zou kunnen geweest zijn. Daardoor wordt geschiedenis echter geen sciencefiction: het verhaal wordt aangewend als narratief instrument (Louis Mink: "narrative instrument"). Hiermee bedoelt Mink dat de constructie van een 'verhaal' net zo nuttig is voor de historicus als de constructie van een theorie dat voor de wetenschap is.
De moderne academische geschiedschrijving keert zich sedert de publicaties van de Franse historicus Fernand Braudel meer en meer af van de politieke geschiedschrijving - het verhaal van koningen, pausen en generaals - omdat ze deze personages en 'snelle' gebeurtenissen slechts opvat als oppervlakkige uitingen van 'tragere' stromingen zoals economische en sociale veranderingen. Volgens deze opvatting moet de historicus (in plaats van verhalen te vertellen) gebruikmaken van de methoden en concepten uit de sociale wetenschappen. Het debat heeft nu wat van zijn scherpte verloren, maar sommige historici zoals Simon Schama (BBC reeks A History of Britain) en Tom Holland (Rubicon. The Triumph and Tragedy of the Roman Republic) bewijzen dat de narratieve geschiedschrijving nog springlevend is en zelfs een ware comeback lijkt te maken. Uiteindelijk, zo stelt de Franse filosoof Paul Ricoeur, bevat zelfs de meest ostentatieve niet-narratieve geschiedschrijving onvermijdelijk narratieve kenmerken.

## Ontwikkeling van de geschiedfilosofie
Bij de studie van geschiedfilosofie wordt het duidelijk dat verschillende levensbeschouwelijke achtergronden leiden tot verschillende vormen van geschiedfilosofie: zo zijn er theologische, materialistische, idealistische, naturalistische en positivistische opvattingen van geschiedenis, al naargelang de filosofische positie waarvan wordt uitgegaan.

### Grieks-Romeinse oudheid
In de 8e eeuw voor onze tijdrekening gaf de Griekse geschiedschrijver Hesiodus nog een poëtisch, mythisch verslag van het ontstaan van goden en mensen. Vanaf de Ionische filosofen zoals Thales is er een kentering merkbaar in het Griekse denken over de wereld en zichzelf. Deze school zocht de oorsprong en de verklaringen van gebeurtenissen niet meer in de acties van de goden, maar trachtte ze via rationele theorieën te duiden. Bekend is bijvoorbeeld het zoeken naar het oerbeginsel (aarde, vuur, water) waaruit alles is ontstaan. Latere materialisten als Democritus en de Romein Lucretius spraken nog steeds over 'de goden' maar betrokken hen niet meer in hun verklaringen van natuur en mens. Dit 'keerpunt' kwam er dus op neer dat deze filosofen een standpunt innamen waarbij ze zichzelf als kennend subject uit de hen omringende objectieve wereld losmaakten. Ze waren er immers van overtuigd dat deze wereld intelligibel was (slechts door het verstand kenbaar), zodat ze de werking van de natuur en de logica ervan konden doorgronden met hun rationele geest.
Het mythische concept van de tijd is niet lineair maar cyclisch. Een voorbeeld hiervan is de oude leer van de 'eeuwige herhaling', die reeds bestond in het oude Egypte, dharma religies of bij de Grieken, de pythagoreeërs en de stoïcijnen. Hesiodus (in Werken en Dagen) beschrijft de vijf leeftijden van de mens: het Gouden tijdperk, het Zilveren tijdperk, de Bronstijd, de Heroïsche tijd en de IJzertijd, te beginnen met de invasie van de Doriërs. Ook Plato schrijft over de mythe van het Gouden Tijdperk. Oude Grieken hadden ook een cyclische opvatting van de staatsvormen, waarbij elk corrupt geworden systeem ten val komt. Aristocratie, democratie enmonarchie werden gezonde staatsvormen geacht, terwijl oligarchie, demagogie en tirannie als corrupt werden beoordeeld.
Herodotus, door sommigen beschouwd als de eerste systematische historicus, en later Plutarchus, verzonnen vrijuit indrukwekkende toespraken voor hun historische figuren. Ze kozen hun onderwerpen ook uit met het oog op morele verbetering van de lezer. Geschiedenis moest dan ook goede voorbeelden laten zien, waardoor ze het met de historische waarheid waarschijnlijk niet zo nauw namen.
Tijdens het Romeinse Keizerrijk, dat met de Pax Romana een lange periode van stabiliteit kende, werd gespeculeerd over de plaats van Rome in de geschiedenis. In sommige versies was Rome 'het vierde koninkrijk', na Babylon (of Assyrië), Perzië en Griekenland, die elk op hun beurt een onvermijdelijk verval hadden meegemaakt. Rome zou, zo dachten sommigen, het vierde en laatste grote rijk zijn en eeuwig bestaan. Anderen zagen Rome dan weer de weg van zijn voorgangers opgaan, waarna een vijfde, eeuwig rijk zou opbloeien. Alvast één schrijver, Dionysius, duidde Rome aan als dat vijfde rijk, maar veroordeelde het toch tot uiteindelijke ondergang. Deze visie op geschiedenis was uiteraard ook een variant van de historische cycli.

### Christelijke heilsleer
Het vroege christendom dat zich intussen door het Romeinse Rijk verspreidde, was nog sterk beïnvloed door het apocalyptisch denken van de joodse godsdienst. Door de vervolgde christenen werd een tweede komst van Christus, de Messias, verwacht, waarna de Romeinse staat ('het beest') en zijn priesters in een brandend meer zouden vernietigd worden. Dan zou het duizendjarig rijk volgen van Christus. Later, tijdens het millennium, werd het Laatste Oordeel verwacht en een Nieuw Jeruzalem zou neerdalen uit de hemel.
Wat is nu het aandeel van deze joods-christelijke traditie in de geschiedschrijving uit deze periode? Vanaf de derde eeuw kregen dergelijke eschatologische denkbeelden minder invloed, vooral omdat de christenen nu niet meer vervolgd werden. Toen Rome in het jaar 410 door barbaren belegerd werd, legden sommige Romeinen de schuld bij de christenen, die de heidense waarden uit hun roemrucht verleden ondergraven en verzwakt hadden. Het was tegen deze beschuldiging dat kerkvader Augustinus zich in zijn 'De Civitate Dei' verdedigde. In dat boek verwierp Augustinus met nadruk de historische cycli van een zich eindeloos herhalende geschiedenis. God had de wereld geschapen met een plan waarin de mensheid een bestemming had, en de geschiedenis verliep dus niet cyclisch maar lineair. Gods plan was ook in de eerste plaats spiritueel, en beoogde verbetering van de ziel en niet zozeer van materiële omstandigheden op aarde. Op die manier kreeg het actuele, tijdelijke leven minder belang in een christelijk opgevatte geschiedenis.
Deze vooronderstellingen over de geschiedenis en haar verloop zouden gedurende de hele middeleeuwen geldig blijven. De ogen bleven op de hemel gericht, de aardse gebeurtenissen waren secundair waardoor accurate geschiedschrijving in het westen gedurende vele eeuwen in het algemeen veronachtzaamd werd. Met de val van het West-Romeinse Rijk gingen veel geschriften over wiskunde, poëzie, politiek, de kunsten en geschiedenis verloren. Zelfs de 'herontdekking' van Aristoteles' filosofie in de 13e eeuw woog niet op tegen de zwaarte van het denken van Augustinus over geschiedenis. Thomas van Aquino (in Summa Theologica, 1273) ondernam wel een poging om het Griekse denken met het christendom te verzoenen, en toonde meer waardering voor de aardse schoonheid, waarde en deugd.

## 18e eeuw
In de periode van de Verlichting was er eigenlijk nog geen sprake van zoiets als moderne historiografie. Daarvoor leed zij aan te ernstige tekorten. In de eerste plaats waren geschiedschrijvers onvoldoende kritisch op hun bronnen, en niet erg geneigd om grondige historische research te doen, gekoppeld aan een evaluatie van bewijzen en documenten. In de tweede plaats zagen deze auteurs geschiedenis als een middel om hun eigen thesis over geschiedenis kracht bij te zetten (zoals Edward Gibbon en zijn visie op het christendom) of als bron van zedenlessen. Voltaire bijvoorbeeld schreef zijn beschouwingen over geschiedenis in het licht van de overwinning van de rationaliteit op de voorgaande duistere eeuwen van onwetendheid. Het verlichtingsdenken werd getypeerd door geloof in vooruitgang, vrijheid van mening en wetenschap. Weliswaar reageerden ze tegen de teleologische geschiedschrijving van 17e-eeuwse historiografen als Jacques-Bénigne Bossuet (Discours sur l'histoire universelle -1679), maar ze beseften niet dat ze zelf de geschiedenis interpreteerden vanuit het ideaal van de Verlichting en het vooruitgangsdenken. Vandaar ook dat we deze auteurs beter als geschiedfilosofen dan als objectieve historiografen kunnen beschouwen.

### Giambattista Vico en Scienza nuova
De Italiaanse filosoof Giambattista Vico (1668-1744) lag aan de basis van de moderne geschiedfilosofie en de cultuurfilosofie. Zijn belangrijkste werk is La scienza nuova (De nieuwe wetenschap) uit 1725. Hierin beschrijft hij zijn nieuwe wetenschap van de geschiedenis van de naties. Vico's nieuwe wetenschap is een wetenschap van de principes die bepalen hoe de mens 'geschiedenis maakt' en ook hoe voorzienigheid de geschiedenis maakt tot wat ze is. Met zijn opvatting dat alleen wat gedaan of gemaakt is waar is (verum) - gaat hij in tegen René Descartes' opvattingen die waarheid alleen verbindt aan uitspraken die volgen na logisch onderzoek van definities. Eenvoudig geformuleerd: als we volgens Vico iets werkelijk willen kennen, dan moeten we ons ervan bewust zijn hoe het gemaakt of gedaan is. Vandaar dat geschiedenis zulke prominente plaats in zijn filosofie inneemt.
Vico's historicisme blijkt duidelijk uit zijn idee dat geschiedenis volgens vaste cycli verloopt. Alle naties zijn volgens hem onderworpen aan een historische cyclus van opkomst en val (corsi e ricorsi) in een patroon dat wordt beheerst door de voorzienigheid. Vico spreekt op de manier van Augustinus over 'de grote stad van het menselijke ras' als hij de drie tijdperken van de naties opsomt:
1. iedere natie passeert het tijdperk van de goden (het theologische), waarbij het denken van de mens naar goden is gericht;
2. vervolgens het tijdperk van de helden (het heroïsche), waarin alle instituties en deugden worden gevormd door de persoonlijkheden van helden;
3. en ten slotte het tijdperk van de mensen, waarin alle contact met de goden is verloren en er slechts valse waarden overblijven; het denken is abstract en ineffectief geworden.

Na het doorlopen van deze drie fasen begint de hele cyclus weer van voor af aan. In de eerste twee tijdperken worden leven en gedachten geregeerd door de oorspronkelijke kracht van de verbeelding (fantasia) en poëtische wijsheid (sapienza poetica). Aan de basis van Vico's concept van geschiedenis ligt zijn idee dat de hele maatschappij en alle kennis waarover ze beschikt het resultaat is van een mythische scheppingskracht. Fantasia is de oorspronkelijke kracht van de menselijke geest die de mythen en de goden schiep die aan de basis lagen van de historische cycli.
Vico was een van de eerste historici die de noodzaak benadrukte om bij de studie van het verleden de normen van de eigen tijd niet op te leggen. Het gevaar van zo'n werkwijze was een gekleurde en vooringenomen voorspiegeling van feiten. Een geschiedfilosoof die hem daarin volgde was Johann Gottfried Herder.

### Herder
Johann Gottfried Herder (1744-1803) reageerde scherp tegen de rationalistische kritiek die in zijn tijd tegen het christendom werd geuit. In zijn Ideen zur Philosphie der Geschichte der Menschheit (Ideeën voor de geschiedfilosofie van de mensheid) (1784-1791) beschreef hij geschiedenis als een zuiver natuurlijke geschiedenis van menselijke krachten, acties en geneigdheden, gemodificeerd door tijd en plaats. Hij poogde ook de ontwikkeling van de mens in verband te brengen met zijn fysieke omgeving en stelde daarbij een theologische theorie van de oorsprong van de menselijke cultuur op. Alle culturen van de verschillende naties samen maakten deel uit van een overkoepelend goddelijk plan.

### Rousseau
In Discours sur l'origine et les fondements de l'inégalité parmi les hommes (Vertoog over de ongelijkheid) zet Jean-Jacques Rousseau zijn geschiedfilosofie uiteen. Hij gaat in tegen de ideeën van de Verlichting over de progressie die de mens heeft gemaakt door het ontwikkelen (en het volgen) van de rede. Daartegenover stelt Rousseau de gelukzalige, evenwichtige natuurmens, de 'wilde' die zonder beschaving zijn natuurlijke neigingen ongeremd kan volgen. Hij gaat uit van de goede aard van de mens die door de ontwikkeling van de menselijke maatschappijen verdorven wordt. Deze 'socialisatie' is volgens hem ook de oorzaak van de ongelijkheid die er nu tussen mensen is ontstaan. De mens is ontaard door de maatschappij, die niets anders is dan een pact dat de rijken in eigen voordeel hebben afgedwongen.
Als Rousseau later zijn 'contrat social' verdedigt, lost hij de schijnbare tegenspraak tussen het opgeven van vrijheid en het deel uitmaken van een gemeenschap op door te stellen dat de vrije mens pas echt mens wordt als politiek wezen, waarbij niet zijn eigen belang, maar dat van de algemene wil (volonté générale) primeert.

### Condorcet
Een andere Franse verlichtingsfilosoof, Condorcet, viel Rousseaus scepsis over de progressie in de geschiedenis aan. In zijn Esquisse d'un tableau historique des progrès de l'esprit humain (Schets voor een historisch beeld van de voortgang van de menselijke geest) uit 1795 stelde hij dat, integendeel tot wat Rousseau beweerde, geen macht in de wereld deze vordering van de mensheid zou kunnen tegenhouden. Deze vooruitgang zou zich volgens zijn speculatieve visie realiseren op drie gebieden:
1. de afschaffing van de ongelijkheid tussen de naties,
2. de voortgang van de gelijkheid binnen elke natie,
3. en de ware perfectie van de mensheid.

Hij vraagt zich in dit essay af: "Zullen alle naties op een dag ook de stand van beschaving bereiken die de meest verlichte, de meest vrije en het minst door vooroordelen geplaagde naties zoals de Franse en de Anglo-Amerikaanse (op grond van hun revoluties), al hebben bereikt?"
Hij deelt de geschiedenis op basis van dit vooruitgangsdenken in tien tijdperken in, waarvan de Franse Revolutie als weerspiegeling van zijn idealen het laatste is.

## Klassieke Duitse geschiedfilosofie
In de moderne tijd zijn het voornamelijk Duitse filosofen geweest die naar geschiedenis kijken als een begrijpelijk geheel van gebeurtenissen, structuren en processen. Met hun speculatieve en meta-historische benadering stellen filosofen als Herder en Hegel zich vragen over de veronderstelde grote richting waarin geschiedenis zich beweegt en de zin die er mogelijk aan kan worden toegekend.

#### Hegel
Van alle speculatieve varianten van geschiedfilosofie die in geschiedenis richting en zin zoeken, is die van Hegel misschien wel de meest uitgewerkte. In zijn Vorlesungen über die Philosophie der Weltgeschichte (Lezingen over de filosofie van de geschiedenis) uit 1837 beschouwt Hegel geschiedenis als een begrijpelijk proces dat zich in de richting beweegt van een heel specifiek doel: het realiseren van menselijke vrijheid. "De vraag in kwestie is dus de ultieme bestemming van de mensheid, het doel dat de 'geest' zichzelf stelt in de wereld" (1857: 63). Hegels historicisme is zeer uitgesproken. Hij koppelt de 'objectieve' geschiedenis aan de subjectieve ontwikkeling van het individuele bewustzijn ("geest") als een centrale stelling in zijn Phänomenologie des Geistes (fenomenologie van de geest) (1807). Daarnaast ziet hij het als een centrale taak voor de filosofie om haar plaats te begrijpen in de ontplooiing van die geschiedenis.
Geschiedenis is alleen dat wat in de ontwikkeling van de geest een belangrijk tijdperk representeert.— Lezingen over de geschiedfilosofie
 Geschiedenis is het proces waarbij de geest zichzelf ontdekt en haar eigen concept. Hegel construeert de wereldgeschiedenis in een verhaal van stadia van menselijke vrijheid, te beginnen met de publieke vrijheid van de polis en het burgerschap van de Romeinse Republiek, vervolgens de individuele vrijheid van de protestantse reformatie en ten slotte de burgerlijke vrijheid van de moderne staat. Hij onderneemt ook een poging om de beschavingen van India en China mee in zijn begrip van de wereldgeschiedenis op te nemen, maar oordeelt dat deze beschavingen te statisch zijn, en daardoor ' prehistorisch'. (O'Brien 1975). Hij wijst ook bepaalde sleutelmomenten in de wereldgeschiedenis aan die een rol speelden in het tot stand komen van de verschillende fasen van het proces. Zo is bijvoorbeeld Napoleons verovering van een groot deel van Europa van belang geweest voor het ontstaan van de rationele bureaucratische staat. Hegel vindt reden in de geschiedenis, maar het is er een die alleen achteraf kan worden begrepen, als de volheid van het werk van de geschiedenis klaar is:
De uil van Minerva spreidt zijn vleugels alleen met het vallen van de schemering.— Hegel, 1821

## Marx en het historisch materialisme
Samen met Friedrich Engels schreef Marx De Duitse Ideologie (Die deutsche Ideologie, 1845), waarin voor het eerst werd gesproken over wat later als historisch materialisme bekend geraakte. Het is een centraal concept binnen de filosofie van Marx en behelst de visie dat economische structuur van een samenleving de basis van die samenleving vormt. Naarmate de productiekrachten evolueren, zal ook de economische structuur veranderen, samen met de politieke, juridische, morele, religieuze en filosofische ideeën. Tot de consolidatie van het socialisme zal de maatschappij verdeeld blijven in antagonistische sociale klassen, aangezien de dominerende klasse de productiemiddelen in handen houdt. Na de emancipatie van het proletariaat zou een wereld zonder sociale klassen ontstaan.

## Geschiedfilosofie in de 20e eeuw

#### Oswald Spengler en de 'Ondergang van het Avondland'
In Der Untergang des Abendlandes (De Ondergang van het Avondland), dat in twee delen werd gepubliceerd vanaf 1918, presenteert Oswald Spengler zijn visie op de geschiedenis van beschavingen.
Oswald Spenglers cyclische theorie stelt dat beschavingen te vergelijken zijn met organismen die een natuurlijke levenscyclus doormaken van geboorte, groei, bloei, verval en uiteindelijk ondergang. Volgens Spengler hebben beschavingen een beperkte levensduur, wat betekent dat ze onvermijdelijk een hoogtepunt bereiken, waarna decadentie en verval optreden. Dit proces verloopt cyclisch, in tegenstelling tot het lineaire vooruitgangsideaal van de Verlichting, waarin beschaving wordt gezien als voortdurend groeiend of verbeterend. Spengler geloofde dat elke cultuur een unieke "ziel" heeft, die haar kunst, religie, wetenschap en maatschappelijke structuren vormt, maar dat deze ziel op een gegeven moment haar creatieve energie uitput. Uiteindelijk transformeert een cultuur in een "beschaving", een periode van stagnatie en bureaucratie die voorafgaat aan de onvermijdelijke ondergang.
Het boek werkt het idee uit dat moslims, joden en christenen, alsook hun Perzische en Semitische voorouders, behoren tot de "Magi"- beschavingen, dat de mediterrane beschavingen van de oudheid zoals het oude Griekenland en Rome "apollinisch" zijn, en de moderne westerlingen "faustiaans" zijn. Volgens die theorie leven we nu in de nadagen van de Faustiaanse beschaving. Onze Faustiaanse beschaving beschrijft hij als een samenleving waarin de bevolking voortdurend streeft naar het onbereikbare. Dit maakt de westerse mens tot een trotse maar tragische figuur, want terwijl hij streeft en creëert beseft hij dat hij het werkelijke doel nooit zal bereiken. Spengler somt acht hoge beschavingen op die hebben bestaan:
- de Babylonische
- de Egyptische
- de Chinese
- de Indische
- de Mexicaanse (Maya's en Azteken)
- de Klassieke Oudheid (Griekenland en Rome)
- de Arabische
- de Westerse of "Europees-Amerikaanse"

#### Arnold J. Toynbee en William H. McNeill
A Study of History (Een studie van de geschiedenis) is de titel van het twaalfdelig magnum opus van de Britse historicus Arnold J. Toynbee, afgewerkt in 1961. In dit zeer gedetailleerd en complex werk bespreekt Toynbee het ontstaan, de groei en het verval van ca. 21 grote beschavingen in de wereld. Deze beschavingen zijn de Egyptische, de beschaving van de Andes, de Chinese, de Minoïsche, de Sumerische, de Maya-beschaving, de Indische, Hittitische, Hellenistische, Westerse, de Russisch-orthodoxe, die van het Verre Oosten (Japan), de Oosters-orthodoxe, het Verre Oosten, de Perzische, de Arabische, het Hindoeïsme, de Mexicaanse, de Yukateekse en de Babylonische. Hij bespreekt onder meer ook nog beschavingen die te vroeg tot stilstand zijn gekomen zoals die van de Polynesiërs, de Eskimo's, de nomadische, de Ottomaanse en de Spartaanse, in totaal dertig. Toynbee paste op elk van deze beschavingen zijn 'model' toe, waarbij verschillende stadia worden doorlopen: ontstaan, groei, tijd van conflicten, universele staat en desintegratie (genesis, growth, time of troubles, universal state, and disintegration).

## Geschiedfilosofie in Nederland
Leeropdrachten in de 'wijsbegeerte der geschiedenis' waren aan de Nederlandse universiteiten nooit talrijk. In Nijmegen werd Titus Brandsma er als eerste mee belast, van de opening der universiteit in 1923 tot aan zijn dood in 1942. Na de oorlog werd zijn taak in deze toegewezen aan K.L. Bellon (van 1946 tot diens emeritaat in 1957), waarna tussen 1957 en 1965 H. Robbers S.J. tot zijn emeritaat de geschiedfilosofie als toegevoegde leeropdracht meekreeg. Als laatste te Nijmegen kreeg A.G. Weiler, van 1965 tot 1991, de '[middeleeuwse geschiedenis en] wijsbegeerte van de geschiedenis' als expliciete leeropdracht. Heden (2016) staat de Master Filosofie van de geschiedenis onder leiding van Jean-Pierre Wils, hoogleraar sociale, politieke en cultuurfilosofie.

Aan de universiteit in Leiden werd in 1941 Hendrik Krekel benoemd tot buitengewoon hoogleraar wijsbegeerte van de geschiedenis. Hij behield de functie tot in 1945, maar de sterk door het nationaalsocialisme beïnvloede Krekel heeft deze nooit kunnen uitvoeren, omdat de universiteit van 26 november 1940 tot september 1945 gesloten was. Nadien werd de wijsbegeerte der geschiedenis in Leiden nog tweemaal expliciet opgedragen: tussen 1963 en 1970 aan Th.J.G. Locher en van 1970 tot 1973 aan R.F. Beerling.

Aan de Vrije Universiteit te Amsterdam waren M.C. Smit en Sander Griffioen de enige hoogleraren met een leeropdracht in de geschiedfilosofie.

Andere hoogleraren met een interesse voor geschiedfilosofie waren onder meer Frank Ankersmit (Groningen), W.J. van der Dussen (Open Universiteit), Johan Huizinga (Groningen, later Leiden) en Jan Romein (Amsterdam UvA).